# دارنيل هينسون
دارنيل هينسون (بالإنجليزية: Darnell Hinson)‏ مواليد 28 مايو 1980 في أوكلاهوما، هو لاعب كرة سلة أمريكي. بدأ مسيرته الاحترافية في سنة 2004. يلعب مع فريق بروجوس دي جواياما في دوري بورتوريكو لكرة السلة كلاعب هجوم خلفي. يحمل الرقم 6. يبلغ طوله 6 قدم 1 بوصة (1.9 م).

## المسيرة الاحترافية
لعب مع برث وايلدكاتز في الدوري الأسترالي في موسم 2008–2009، ثم لعب مع ليموج سي إس بي في الدوري الفرنسي في سنة 2009، ثم لعب مع ستار هوتشوتز في سنة 2011.

## روابط خارجية
- دارنيل هينسون على موقع كرة السلة الأوروبية.كوم (الإنجليزية)
- دارنيل هينسون على موقع ريلجم (الإنجليزية)
- دارنيل هينسون على موقع بروبوليرز (الإنجليزية)